# Raffaele Ajello
Raffaele Ajello (Napoli, 5 aprile 1928 – Pozzuoli, 30 marzo 2020) è stato uno storico e giurista italiano.

## Biografia

### Formazione
Dopo gli studi classici compiuti presso l'Istituto Pontano di Napoli, si laurea in Giurisprudenza all'Università degli Studi di Napoli il 21 luglio 1956 con una tesi sul Codice marittimo ferdinandeo. Relatore è il professore Bruno Paradisi, storico del diritto italiano e nello stesso anno vince una borsa di studio presso l'Istituto italiano per gli studi storici.

### Didattica
Inizia subito dopo la laurea la sua collaborazione alle attività didattiche della Facoltà di Giurisprudenza dell'Università degli Studi di Napoli. Assistente volontario, successivamente straordinario e poi incaricato, è assistente ordinario dal 16 agosto 1963. Il 3 settembre 1963 consegue la libera docenza. Dal 1967 è professore straordinario di Storia del diritto italiano nell'Università degli Studi di Catania, ordinario dal 1970. Il 24 luglio 1974 è chiamato all'unanimità dalla Facoltà di Giurisprudenza dell'Università di Napoli, dove ricopre l'insegnamento di Storia del diritto italiano dal novembre 1974.
Fuori ruolo dal novembre 2000, è collocato a riposo nel novembre 2003, anno in cui l'Università degli Studi di Napoli gli conferisce il titolo di Professore Emerito.
Dal 1984 è Direttore dell'Istituto di Storia del diritto italiano dell'Università degli Studi di Napoli e nel 1989 è nominato Direttore del Dipartimento di Filosofia e Storia del diritto e delle istituzioni in età medievale e moderno, carica che ricopre per due trienni. Tiene a lungo per incarico anche l'insegnamento dì Diritto comune presso la Facoltà di Giurisprudenza dell'Università degli Studi di Napoli, dove già nell'anno accademico. 1975/1976 è incaricato di "Storia dei più importanti istituti del diritto civile" presso la Scuola di Perfezionamento in Diritto Civile. Dal 1973 al 1976 è incaricato di Storia ed Istituzioni del Mezzogiorno nel Medioevo e nell'Età moderna presso la Facoltà di Lettere dell'Ateneo fridericiano. Tiene inoltre per incarico gli insegnamenti di Diritto comune presso l'Università degli Studi di Catania e la Seconda Università degli Studi di Napoli, di Storia del diritto italiano presso l'Università degli Studi di Cassino e di Storia moderna presso l'Istituto universitario Suor Orsola Benincasa.
Nella fase di avvio del Dottorato di "Storia del diritto italiano con particolare riferimento alla storia del diritto moderno" ne diventa coordinatore. Dal febbraio 1980, per molti lustri è vicedirettore della Società Napoletana di Storia Patria. Dal giugno 1992 è socio correspondiente della Real Academia de la Historia di Spagna. Ha collaborato con l'Enciclopedia Treccani.

### Ricerca
Ajello è fra i maggiori protagonisti del rinnovamento della storiografia giuridica italiana degli ultimi decenni. Studioso di storia delle magistrature nel Mezzogiorno e del riformismo illuministico, della cultura giuridica in età medievale e moderna. Con attenzione alle dinamiche socio-economiche nella prospettiva europea s'interessa di dottrina giuridica, storiografia politica, filosofia del diritto e ai settori della romanistica interessati in chiave critica alle vicende del diritto intermedio. Ajello vede negli arcana juris uno strumento di cui i togati si servirono per difendere l'insindacabilità del loro potere.

## Iniziative Scientifiche
Dal 1985 al 1988 Ajello è componente del Direttivo della Società italiana di Storia del diritto.
Nel 1995 fonda la rivista «Frontiera d'Europa». Il periodico prende il nome dalla condizione di marginalità vissuta dal Mezzogiorno nell'Età moderna, ma fino al 2010, anno in cui cessa le pubblicazioni, ospita contributi non esclusivamente dedicati alla storia del Regno di Napoli.
Dal 1976 dirige, prima con Vincenzo Piano Mortari e poi anche con Ennio Cortese, la collana Storia e diritto dell'editore Jovene. Nel 2007 assume la direzione della collana Frontiera d'Europa presso l'Arte Tipografica Editrice e poi presso l'Istituto italiano per gli studi filosofici.
Organizza convegni internazionali, come quello tenutosi a Foggia nel 1976 su Pietro Giannone e quello tenutosi a Napoli nel 1983 su Bernardo Tanucci.

## Opere
- Il problema della riforma giudiziaria e legislativa nel Regno di Napoli durante la prima metà del secolo XVIII, I, La vita giudiziaria, Jovene, Napoli 1961; ristampa anastatica, Jovene, Napoli 2022;
- Il problema della riforma giudiziaria e legislativa nel Regno di Napoli durante la prima metà del secolo XVIII, II, Il Preilluminismo giuridico, Jovene, Napoli 1965;
- La vita politica napoletana sotto Carlo di Borbone. «La fondazione ed il tempo eroico» della dinastia, Società Editrice Storia di Napoli, Napoli, 1972;
- Arcana juris. Diritto e politica nel Settecento italiano, Jovene, Napoli 1976;
- Epistemologia moderna e storia delle esperienze giuridiche, Jovene, Napoli 1986;
- Formalismo medievale e moderno, Jovene, Napoli 1990;
- Stato e feudalità in Sicilia, Jovene, Napoli 1992;
- Tra Spagna e Francia: diritto, istituzioni, società a Napoli all'alba dell'Illuminismo, Jovene, Napoli 1992;
- Il problema storico del Mezzogiorno. L'anomalia socio-istituzionale dal Cinquecento al Settecento, Jovene, Napoli 1994;
- Una società anomala. Il programma e la sconfitta della nobiltà napoletana in due memoriali cinquecenteschi, Esi, Napoli 1996;
- Origini e condizioni dell'attualità giuridica. ideologie dei magistrati e poteri dei legali nella dialettica dell'esperienza storica, Jovene, Napoli 1998;
- L'esperienza critica del diritto. Lineamenti storici, I, Le radici medievali dell'attualità, Jovene, Napoli 1999;
- Il collasso di Astrea. Ambiguità della storiografia giuridica italiana medievale e moderna, Jovene, Napoli 2002;
- Eredità medievali. Paralisi giudiziaria. Profilo storico di una patologia italiana, Istituto italiano per gli studi filosofici, Napoli 2009;
- Dalla magia al patto sociale. Profilo storico dell’esperienza istituzionale e giuridica, Istituto italiano per gli studi filosofici, Napoli 2013;
- Dalla metafisica alla socialità. La rivoluzione moderna e le ambiguità italiane, Istituto italiano per gli studi filosofici, Napoli 2015;
- Civiltà moderna. Lineamenti storici e problemi italiani, Istituto italiano per gli studi filosofici, Napoli 2018